# Jan Apell
Jan Apell (Göteborg, 4 november 1969) is een voormalig tennisspeler uit Zweden die tussen 1988 en 1999 als prof uitkwam op de ATP-tour. Hij was voornamelijk succesvol in het herendubbeltennis met negen toernooizeges.

## Palmares

#### Enkelspel
| Legenda                       | Legenda               |
| ----------------------------- | --------------------- |
| Grand Slam                    |                       |
| Olympische Spelen             |                       |
| tot 2009                      | vanaf 2009            |
| Tennis Masters Cup            | ATP Finals            |
| ATP Masters Series            | ATP Tour Masters 1000 |
| ATP International Series Gold | ATP Tour 500          |
| ATP International Series      | ATP Tour 250          |

| Nr.                  | Datum            | Toernooi      | Ondergrond | Tegenstander in finale | Score         | Details |
| -------------------- | ---------------- | ------------- | ---------- | ---------------------- | ------------- | ------- |
| Verloren finales     |                  |               |            |                        |               |         |
| 1.                   | 23 juli 1995     | ATP Stuttgart | Gravel     | Thomas Muster          | 2-6, 2-6      | Details |
| gewonnen challengers |                  |               |            |                        |               |         |
| 1.                   | 28 juli 1991     | Hanko         | Gravel     | Claudio Mezzadri       | 6-2, 6-4      |         |
| 2.                   | 18 oktober 1992  | Cherbourg     | Tapijt     | Christian Saceanu      | 6-3, 6-7, 7-6 |         |
| 3.                   | 30 november 1997 | Réunion       | Hardcourt  | Arnaud Clément         | 6-4, 7-6      |         |

### Dubbelspel
| Nr.                               | Datum            | Toernooi               | Ondergrond | Partner          | Tegenstanders in finale                | Score                   | Details |
| --------------------------------- | ---------------- | ---------------------- | ---------- | ---------------- | -------------------------------------- | ----------------------- | ------- |
| Gewonnen finales heren dubbel     |                  |                        |            |                  |                                        |                         |         |
| 1.                                | 25 april 1993    | ATP Seoul              | Hardcourt  | Peter Nyborg     | Neil Broad Gary Muller                 | 5-7, 7-6, 6-2           | Details |
| 2.                                | 27 februari 1994 | ATP Scottsdale         | Hardcourt  | Ken Flach        | Alex O’Brien Sandon Stolle             | 6-0, 6-4                | Details |
| 3.                                | 12 juni 1994     | ATP Londen             | Gras       | Jonas Björkman   | Todd Woodbridge Mark Woodforde         | 3-6, 7-6, 6-4           | Details |
| 4.                                | 10 juli 1994     | ATP Båstad             | Gravel     | Jonas Björkman   | Nicklas Kulti Mikael Tillström         | 6-2, 6-3                | Details |
| 5.                                | 28 augustus 1994 | ATP Schenectady        | Hardcourt  | Jonas Björkman   | Jacco Eltingh Paul Haarhuis            | 6-4, 7-6                | Details |
| 6.                                | 13 november 1994 | ATP Antwerpen          | Tapijt (i) | Jonas Björkman   | Hendrik Jan Davids Sébastien Lareau    | 4-6, 6-1, 6-2           | Details |
| 7.                                | 29 november 1994 | ATP Tour Championships | Tapijt (i) | Jonas Björkman   | Todd Woodbridge Mark Woodforde         | 6-4, 4-6, 4-6, 7-6, 7-6 | Details |
| 8.                                | 16 juli 1995     | ATP Båstad             | Gravel     | Jonas Björkman   | Jon Ireland Andrew Kratzmann           | 6-3, 6-0                | Details |
| 9.                                | 21 april 1996    | ATP Bermuda            | Gravel     | Brent Haygarth   | Pat Cash Patrick Rafter                | 3-6, 6-1, 6-3           | Details |
| Verloren finales heren dubbel     |                  |                        |            |                  |                                        |                         |         |
| 1.                                | 14 november 1993 | ATP Moskou             | Tapijt (i) | Jonas Björkman   | Jacco Eltingh Paul Haarhuis            | 1-6 opgave              | Details |
| 2.                                | 5 juni 1994      | Roland Garros          | Gravel     | Jonas Björkman   | Byron Black Jonathan Stark             | 4-6, 6-7(5)             | Details |
| 3.                                | 16 oktober 1994  | ATP Tel Aviv           | Hardcourt  | Jonas Björkman   | Lan Bale John-Laffnie de Jager         | 7-6, 2-6, 6-7           | Details |
| 4.                                | 30 oktober 1994  | ATP Stockholm          | Tapijt (i) | Jonas Björkman   | Todd Woodbridge Mark Woodforde         | 3-6, 4-6                | Details |
| 5.                                | 21 mei 1995      | ATP Rome               | Gravel     | Jonas Björkman   | Cyril Suk Daniel Vacek                 | 3-6 4-6                 | Details |
| 6.                                | 18 juni 1995     | ATP Londen             | Gras       | Jonas Björkman   | Todd Martin Pete Sampras               | 6-7, 4-6                | Details |
| Gewonnen challengers heren dubbel |                  |                        |            |                  |                                        |                         |         |
| 1.                                | 28 augustus 1988 | Rumikon                |            |                  |                                        |                         |         |
| 2.                                | 23 oktober 1988  | Cherbourg              |            |                  |                                        |                         |         |
| 3.                                | 28 juli 1991     | Hanko                  | Gravel     | Olli Rahnasto    | Patrik Albertsson Jörgen Windahl       | walkover                |         |
| 4.                                | 8 september 1991 | Graz                   | Gravel     | Raviv Weidenfeld | Markus Näwle Sebastien Leblanc         | 6-3, 6-3                |         |
| 5.                                | 28 juni 1992     | Salzburg               | Gravel     | Mikael Tillström | Jordi Arrese Nils Holm                 | 3-6, 6-2, 6-2           |         |
| 6.                                | 31 januari 1993  | Heilbronn              | Tapijt     | Jonas Björkman   | Brian Devening Peter Nyborg            | 6-2, 7-6                |         |
| 7.                                | 21 februari 1993 | Rennes                 | Tapijt     | Jonas Björkman   | João Cunha e Silva Marc-Kevin Goellner | 7-6, 6-3                |         |
| 8.                                | 22 augustus 1993 | Genève                 | Gravel     | Nicklas Utgren   | Claudio Mezzadri Christian Miniussi    | 6-4, 6-2                |         |
| 9.                                | 7 november 1993  | Aken                   | Tapijt     | Jonas Björkman   | Mike Briggs Trevor Kronemann           | 7-5, 7-6                |         |

## Prestatietabel
| Legenda | Legenda                          |
| ------- | -------------------------------- |
| g.t.    | geen toernooi gehouden           |
| l.c.    | lagere categorie                 |
| –       | niet deelgenomen                 |
| G       | uitgeschakeld in de groepsfase   |
| 1R      | uitgeschakeld in de eerste ronde |
| 2R      | uitgeschakeld in de tweede ronde |
| 3R      | uitgeschakeld in de derde ronde  |
| 4R      | uitgeschakeld in de vierde ronde |
| KF      | uitgeschakeld in de kwartfinale  |
| HF      | uitgeschakeld in de halve finale |
| F       | de finale verloren               |
| W       | het toernooi gewonnen            |
| w-v     | winst/verlies-balans             |

### Enkelspel
| Toernooi        | 1989 | 1993 | 1994 | 1995 | 1996 | 1998 |
| --------------- | ---- | ---- | ---- | ---- | ---- | ---- |
| Australian Open | 1R   | 1R   | –    | 2R   | 1R   | 2R   |
| Roland Garros   | –    | –    | –    | 1R   | –    | –    |
| Wimbledon       | –    | –    | –    | 2R   | –    | –    |
| US Open         | –    | –    | 2R   | 1R   | –    | –    |

### Dubbelspel
| Toernooi        | 1989 | 1992 | 1993 | 1994 | 1995 | 1996 | 1998 |
| --------------- | ---- | ---- | ---- | ---- | ---- | ---- | ---- |
| Australian Open | 1R   | –    | –    | HF   | 1R   | 3R   | 2R   |
| Roland Garros   | –    | –    | 1R   | 3R   | 3R   | –    | –    |
| Wimbledon       | –    | –    | 1R   | 3R   | 3R   | –    | –    |
| US Open         | –    | 2R   | –    | 1R   | –    | –    | –    |